# Puchar Trzech Narodów 2005
Puchar Trzech Narodów 2005 (2005 Tri Nations Series) – dziesiąta edycja Pucharu Trzech Narodów, corocznego turnieju w rugby union rozgrywanego pomiędzy zrzeszonymi w SANZAR trzema najlepszymi zespołami narodowymi półkuli południowej - Australii, Nowej Zelandii i RPA – będącymi też jednocześnie trzema najlepszymi drużynami świata. Turniej odbywał się systemem kołowym pomiędzy 30 lipca a 3 września 2005.
Zawody, po roku przerwy, wygrali All Blacks odbierając tytuł reprezentacji RPA. Walka o zwycięstwo rozgrywała się pomiędzy tymi dwiema ekipami, a kluczowym meczem okazał się wygrany przez Nowozelandczyków rewanż w Dunedin, gdzie Springboks potrzebowali przynajmniej remisu, by utrzymać trofeum. All Blacks przypieczętowali swój triumf pokonując w ostatnim meczu Australię, która zakończyła turniej bez zwycięstwa.

## Mecze
| 30 lipca 200515:00 | Południowa Afryka                                      | 22:16(6:13) | Australia                     | Loftus Versfeld Stadium, Pretoria Widzów: 50 000 Sędzia: Paul Honiss |
| 30 lipca 200515:00 | Montgomery 14 (pd dg 3K) Pretorius 3 (dg) Paulse 5 (P) | 22:16(6:13) | Giteau 11 (pd 3K) Smith 5 (P) | Loftus Versfeld Stadium, Pretoria Widzów: 50 000 Sędzia: Paul Honiss |

| 6 sierpnia 200515:00 | Południowa Afryka                                        | 22:16(16:13) | Nowa Zelandia                | Newlands Stadium, Kapsztad Widzów: 49 118 Sędzia: Andrew Cole |
| 6 sierpnia 200515:00 | Montgomery 14 (pd 4K) Pretorius 3 (dg) de Villiers 5 (P) | 22:16(16:13) | Carter 11 (pd 3K) Gear 5 (P) | Newlands Stadium, Kapsztad Widzów: 49 118 Sędzia: Andrew Cole |

| 13 sierpnia 200520:00 | Australia                       | 13:30(13:10) | Nowa Zelandia                                                              | Telstra Stadium, Sydney Widzów: 83 000 Sędzia: Tony Spreadbury |
| 13 sierpnia 200520:00 | Giteau 8 (pd 2K) Mitchell 5 (P) | 13:30(13:10) | Carter 13 (2pd 3K) McAlister 2 (pd) Rokocoko 5 (P) Weepu 5 (P) McCaw 5 (P) | Telstra Stadium, Sydney Widzów: 83 000 Sędzia: Tony Spreadbury |

| 20 sierpnia 200518:00 | Australia                                     | 19:22(6:14) | Południowa Afryka                    | Subiaco Oval, Perth Widzów: 43 278 Sędzia: Alain Rolland |
| 20 sierpnia 200518:00 | Giteau 3 (K) Rogers 11 (pd 3K) Rathbone 5 (P) | 19:22(6:14) | Montgomery 12 (dg 3K) Habana 10 (2P) | Subiaco Oval, Perth Widzów: 43 278 Sędzia: Alain Rolland |
| 20 sierpnia 200518:00 | Paulse                                        | 19:22(6:14) |                                      | Subiaco Oval, Perth Widzów: 43 278 Sędzia: Alain Rolland |

| 27 sierpnia 200519:35 | Nowa Zelandia                                                          | 31:27(21:17) | Południowa Afryka                                               | Carisbrook, Dunedin Widzów: 29 500 Sędzia: Joel Jutge |
| 27 sierpnia 200519:35 | MacDonald 14 (P 3pd K) McAlister 2 (pd) Rokocoko 10 (2P) Mealamu 5 (P) | 31:27(21:17) | Montgomery 12 (3pd 2K) Habana 5 (P) Fourie 5 (P) Januarie 5 (P) | Carisbrook, Dunedin Widzów: 29 500 Sędzia: Joel Jutge |

| 3 września 200519:35 | Nowa Zelandia                                                   | 34:24(20:5) | Australia                                                                | Eden Park, Auckland Widzów: 45 000 Sędzia: Chris White |
| 3 września 200519:35 | MacDonald 5 (pd K) McAlister 9 (3K) Howlett 15 (3P) McCaw 5 (P) | 34:24(20:5) | Rogers 4 (2pd) Johansson 5 (P) Tuqiri 5 (P) Chisholm 5 (P) Gerrard 5 (P) | Eden Park, Auckland Widzów: 45 000 Sędzia: Chris White |